# Antoine Pavoni
Antoine Pavoni (Savillan, 1325 - Bricherasio, 9 avril 1374) est un dominicain italien reconnu bienheureux et martyr par l'Église catholique. Il est fêté le 9 avril.

## Biographie
Il naît en 1325 dans une noble famille de Savillan. À quinze ans, il entre chez les dominicainsde sa ville natale où il continue ses études. Il est ordonné prêtre en 1351 et s’engage dans la prédication contre la doctrine des Vaudois. En 1364, Urbain V le nomme inquisiteur général pour la Lombardie, la Ligurie et le Piémont pour succéder à Pierre Cambiani, mort assassiné en 1365.
Il est prieur du couvent à deux reprises en 1368 et 1372 ; puis en 1374, l'évêque de Turin lui demande de prêcher pour le Carême dans les villes et villages situés dans le Val Pellice ; après avoir visité Campiglione et Bibiana, il se rend à Bricherasio pour Pâques ; là, il passe la nuit en prière, et le matin du 9 avril 1374, il célèbre la messe à Bricherasio pour le dimanche de Quasimodo. À la sortie de l'église, sept Vaudois le poignardent à mortsur la place du village.

## Culte
Il est d'abord enterré à Savillan. En 1832, son corps est transféré dans l'église della Santissima Annunziata e San Vincenzo (Sainte-Annonciation-et-Saint-Vincent-Ferrier, connue aussi sous le vocable de Saint-Dominique) de Racconigi, à côté de l'ancien couvent dominicain.
Il est déclaré martyr en 1375 par le pape Grégoire XI et son culte est confirmé par Pie IX le 4 décembre 1856. Sa fête a été fixée au 9 avril, tandis que le calendrier liturgique dominicain fait mémoire du bienheureux le 3 février, en même temps que les bienheureux Pierre Cambiani et Barthélemy Cerveri, également martyrs des Vaudois.